# Karl Jürgens
Karl Jürgens (ur. 7 października 1910 w Petersburgu, zm. 1944) – estoński strzelec, medalista mistrzostw świata.

## Życiorys
Strzelectwo zaczął uprawiać w 1925 roku w Tartu. Był także reprezentantem kraju w piłce siatkowej i koszykówce (w ostatniej z dyscyplin był ponadto wicemistrzem kraju w 1931 roku i mistrzem w 1935 roku). Pełnił funkcję kapitana zespołu w pierwszym międzynarodowym spotkaniu reprezentacji Estonii w baseballu. W strzeleckiej reprezentacji Estonii startował od 1936 do 1939 roku, zdobywając w tym czasie cztery drużynowe medale mistrzostw świata (dwa srebrne i jeden brązowy). Najwyższe miejsce indywidualnie osiągnął w 1939 roku w Lucernie – zajął piąte miejsce w karabinie wojskowym klęcząc z 300 m. W latach 1936–1939 zdobył przynajmniej siedem medali mistrzostw Estonii w strzelectwie, w tym trzy złote. Był czterokrotnym indywidualnym rekordzistą kraju. 
W latach 1931–1932 był instruktorem sportu w Kaitseliicie. Od 1932 do 1935 roku pracował w fabryce broni. W 1935 roku ukończył Tallinna kolledži, a w latach 1935–1940 był kierownikiem handlowym agencji Pressa. Był członkiem estońskiego oddziału YMCA. Brał udział w wojnie kontynuacyjnej, należał do grupy wywiadowczej Haukka. Miejsce i data jego śmierci są nieznane. 
Odznaczony m.in. Orderem Krzyża Orła V klasy (1933) i Orderem Krzyża Białego Związku Obrony III klasy (1936).

## Wyniki

### Medale na mistrzostwach świata
Opracowano na podstawie materiałów źródłowych:
| Mistrzostwa   | Konkurencja                                                      | Wynik             | Miejsce |
| ------------- | ---------------------------------------------------------------- | ----------------- | ------- |
| Helsinki 1937 | Karabin wojskowy, trzy postawy, 300 m, drużynowo                 | 2570 pkt. (druż.) | brąz    |
| Helsinki 1937 | Karabin wojskowy klęcząc, 300 m, drużynowo                       | 869 pkt. (druż.)  | srebro  |
| Helsinki 1937 | Karabin wojskowy stojąc, 300 m, drużynowo                        | 804 pkt. (druż.)  | srebro  |
| Lucerna 1939  | Karabin wojskowy, trzy postawy, 300 m, drużynowo (3x20 strzałów) | 2548 pkt. (druż.) | brąz    |